# غول‌شترمرغ‌ها

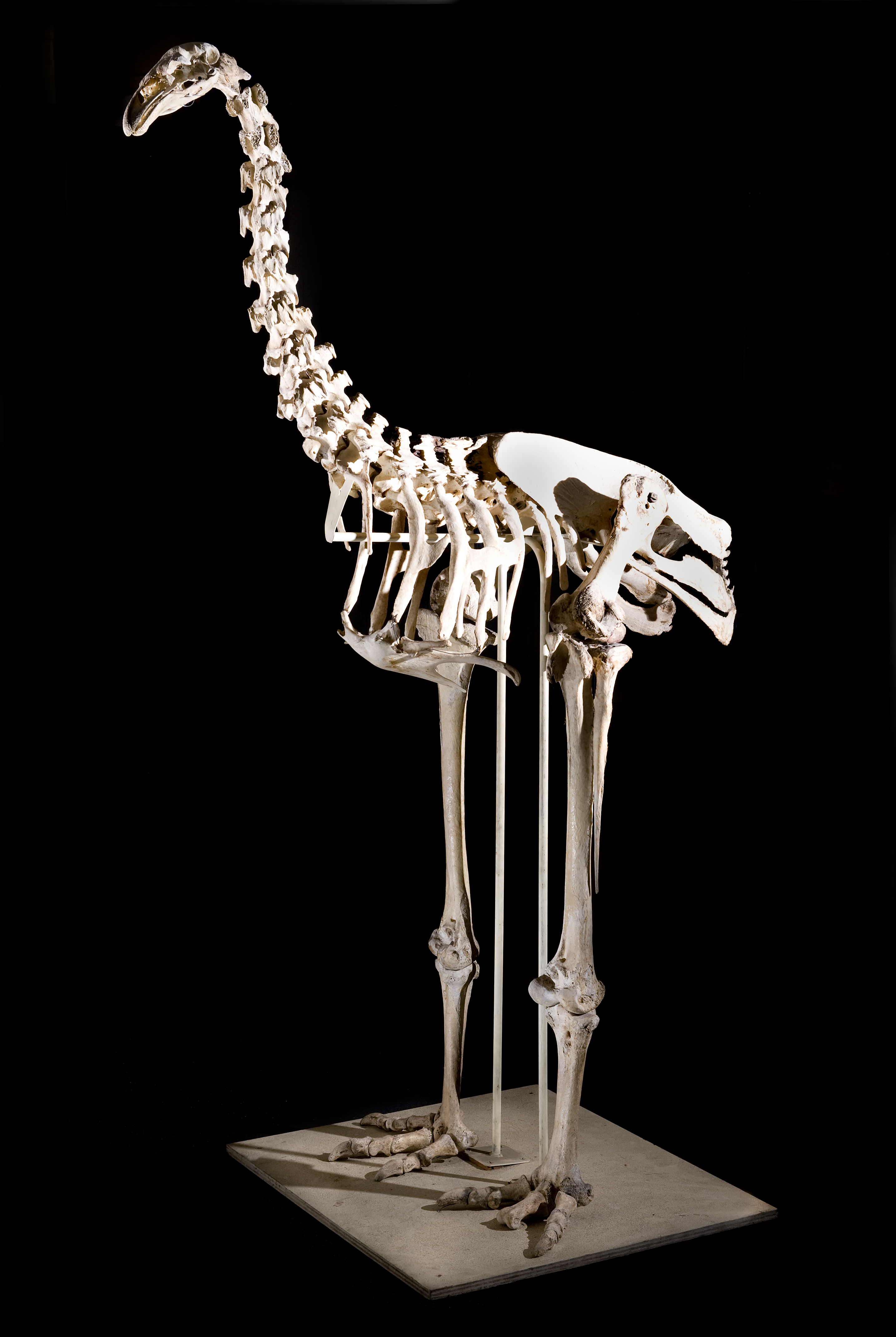
اسکلت D. robustus

غول‌شترمرغ‌ها یا شترمرغ‌های غول‌پیکر (نام علمی: Dinornis) یا موآی غول‌پیکر (به انگلیسی: Giant moa) یک سرده منقرض‌شده از پرندگان متعلق به خانواده شترمرغان زلاندنو است. مانند سایر شترمرغان زلاندنو، عضوی از راستهٔ شترمرغ‌سانان زلاندنو و بومی نیوزلند بودند. دو گونه از Dinornis معتبر در نظر گرفته می‌شوند، غول‌شترمرغ جزیره شمالی از جزیره شمالی و غول‌شترمرغ جزیره جنوبی از جزیره جنوبی. افزودن بر این، دو گونه دیگر (نسب جدید A و نسب B) بر اساس DNA متمایز پیشنهاد شده‌است. این سرده، در سال ۱۸۴۳ توسط ریچارد اوون نام‌گذاری شد.

دو گونه این سرده، از بزرگ‌ترین گونه‌های شترمرغان زلاندنو بودند. غول‌شترمرغ جزیره شمالی و غول‌شترمرغ جزیره جنوبی به بلندی حدود ۳٫۵ متر و دارای گردن‌های کشیده و وزنی نزدیک به ۲۳۰ کیلوگرم بودند. بلندترین پرنده‌ای که تاکنون می‌زیسته است، در دورهٔ پلیستوسن ظاهر شده و در سال ۱۸۰۰ به علت افزایش انسان‌ها از بین رفت.

## زیستگاه
غول‌شترمرغ‌ها بسیار سازگار بودند و در طیف وسیعی از زیستگاه‌ها از ساحلی تا کوهستانی حضور داشتند. این امکان وجود دارد که غول‌شترمرغ‌ها به‌طور فردی با تغییر فصول از محیطی به محیط دیگر منتقل شده باشند.